# Конфликт в Казамансе
Конфли́кт в Казама́нсе (фр. Conflit en Casamance) — боевые действия между войсками Сенегала и сепаратистской группировкой Движение демократических сил Казаманса, которая добивается независимости исторического региона — Казаманса.

## Ход конфликта
Казаманс — исторический регион расположенный в юго-западном углу территории Сенегала. В 1982 году в регионе вспыхнули беспорядки связанные с тем, что этническое большинство региона диола стало испытывать на себе дискриминацию со стороны крупнейшего по численности народа Сенегала — волоф. Движение демократических сил Казаманса начало кампанию насилия по отношению к волоф и правительственным войскам Сенегала, боевики движения также проводили вылазки в Гамбию на севере и Гвинею-Бисау на юге. Когда Абдулай Вад стал президентом Сенегала в 2000 году, он приложил все усилия для того чтобы решить конфликт мирным путём. Однако, его усилия не увенчались успехом.
В октябре 2010 года нигерийскими войсками в Лагосе были перехвачены незаконные поставки оружия из Ирана. Сенегальское правительство сделало заявление, что это оружие предназначалось для повстанцев из Казаманса и отозвало своего посла в Тегеране в знак протеста.
В декабре 2010 года произошли тяжёлые бои в регионе, когда около 100 повстанцев Движения демократических сил Казаманса попытались захватить город Бигнона, расположенный к югу от границы с Гамбией. Эта атака была отбита сенегальскими войсками, несколько солдат погибло в ходе боя.
В январе 2017 года произошла военная интервенция в дружественную сепаратистам Гамбию, в результате чего от власти отстранён президент Яйя Джамме, который долгое время помогал ДДСК.
В 2021-22 годах правительственные войска активизировали военные действия против сепаратистского движения, в том числе с применением авиации.
25 февраля 2025 года премьер-министр Сенегала Усман Сонко заявил, что он достиг соглашения с частями ДДСК о прекращении конфликта после переговоров, организованных и посреднических Гвинеей-Бисау. Подобно соглашению 2022 года, соглашение было подписано между правительством Сенегала и фракцией Бадиатт, при этом последняя согласилась разоружиться. В контрасте, фракция Садио из ДДСК не согласилась на сделку.